# Fort Maximilian
Fort Maximilian bila je jedna od Pulskih tvrđava. Nalazila se na području nekadašnjeg kamenoloma Maxa Stoja i današnjeg trgovačkog centra Max City. Uništena je 1962. godine zbog izgradnje kamenoloma na ovom području, osim same tvrđave srušena je i njezina baterija koja je bila malo ispred nje, ali je ostala još jedna koja je srušena širenjem kamenoloma 2002. godine. Bila je i utvrdna kula po vrsti, i bila u funkciji kao kasarna od 1819. godine do 1962. godine. Materijali utvrde i njezinih baterija su iskorišteni su za proizvodnju obližnje cementare.

## Više informacija
- Pulske fortifikacije
- Nacionalna udruga za fortifikacije Pula
- Povijest Pule
- Pula